# Passo Cereda
Der Passo Cereda (Primörer Dialekt: Ẑarèđa; 1369 m s.l.m.) ist ein wenig bekannter Straßenpass in den südlichen Dolomiten (Italien). Er befindet sich an der Grenze des Trentino zur Provinz Belluno (Region Veneto). Die Passhöhe liegt vollständig auf Trientiner Seite.
Die Straße verbindet bei einer Maximalsteigung von 15 % Agordo im Val Cordevole über die Forcella Aurine (1299 m s.l.m.) und den Ort Gosaldo mit Fiera di Primiero und wartet auf der Passhöhe mit einer Schutzhütte auf. Nördlich des Passes befindet sich die Pala, im Süden liegen die im deutschsprachigen Raum eher unbekannten Feltriner Dolomiten. Der Dolomiten-Höhenweg 2 berührt den Pass auf seiner Route durch die südliche Palagruppe nach Feltre.

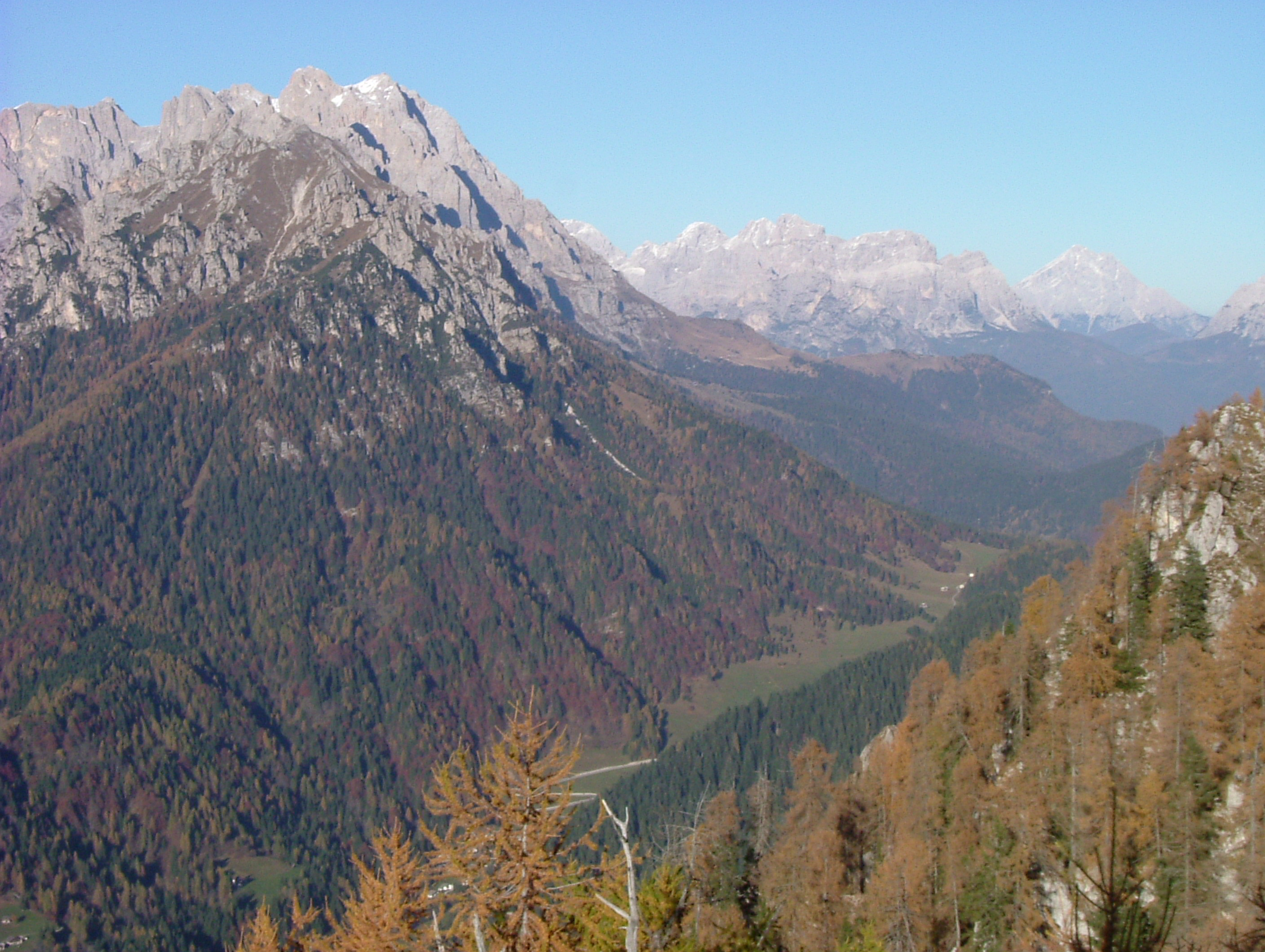
Südöstliche Palakette mit dem Monte Agner, zentral die Moiazzagruppe, rechts hinter dem Duranpass der Antelao (von Süden des Passes)